# FA Community Shield 2009
De  FA Community Shield 2009 (ook bekend als de McDonald's FA Community Shield om sponsorredenen) was de 87e FA Community Shield, een jaarlijkse Engelse voetbalwedstrijd georganiseerd door de Engelse voetbalbond (The Football Association) en werd gespeeld tussen de winnaars van de Premier League en de FA Cup van vorig seizoen. 
De wedstrijd werd gespeeld in het Wembley Stadium te Londen op 9 augustus 2009 door Manchester United, dat in het seizoen 2008/2009 voor het derde opeenvolgende seizoen de Premier League won, en Chelsea, de winnaar van de FA Cup in 2009. De wedstrijd was een heruitgave van de editie van 2007. Manchester United-aanvaller Wayne Rooney sleepte verlengingen uit de brand. Opnieuw beslisten strafschoppen over de winst. Dit was ook de twee voorgaande edities het geval. In tegenstelling tot de twee voorgaande edities verloor Manchester United de strafschoppenserie met 4−1, waardoor de supercup door Chelsea werd meegenomen naar Stamford Bridge. Chelsea bleef foutloos in de strafschoppenserie, voor Manchester United misten clublegende Ryan Giggs en de Franse linksachter Patrice Evra hun strafschop. 

## Wedstrijd
|                               |                              |         |                       |                                                                                     |
| 9 augustus 2009 15:00 (UTC+1) | Chelsea                      | 2–2     | Manchester United     | Wembley Stadium, Londen Toeschouwers: 85.896 Scheidsrechter: Chris Foy (Merseyside) |
| 9 augustus 2009 15:00 (UTC+1) | Carvalho 52' Lampard 70'     | Verslag | Nani 10' Rooney 90+2' | Wembley Stadium, Londen Toeschouwers: 85.896 Scheidsrechter: Chris Foy (Merseyside) |
| 9 augustus 2009 15:00 (UTC+1) | Strafschoppen                |         |                       | Wembley Stadium, Londen Toeschouwers: 85.896 Scheidsrechter: Chris Foy (Merseyside) |
| 9 augustus 2009 15:00 (UTC+1) | Lampard Ballack Drogba Kalou | 4–1     | Giggs Carrick Evra    | Wembley Stadium, Londen Toeschouwers: 85.896 Scheidsrechter: Chris Foy (Merseyside) |

| Chelsea | Manchester United |

|                 |    |                    |     |     |
|                 |    |                    |     |     |
| GK              | 1  | Petr Čech          |     |     |
| RB              | 2  | Branislav Ivanović | 13' | 46' |
| CB              | 6  | Ricardo Carvalho   |     |     |
| CB              | 26 | John Terry         |     |     |
| LB              | 3  | Ashley Cole        |     |     |
| CDM             | 12 | John Obi Mikel     |     | 65' |
| RM              | 5  | Michael Essien     |     |     |
| LM              | 15 | Florent Malouda    |     | 78' |
| AM              | 8  | Frank Lampard      |     |     |
| CF              | 39 | Nicolas Anelka     |     | 84' |
| CF              | 11 | Didier Drogba      |     |     |
| Wisselspelers:  |    |                    |     |     |
| GK              | 40 | Hilário            |     |     |
| DF              | 17 | José Bosingwa      |     | 46' |
| DF              | 33 | Alex               |     |     |
| DF              | 35 | Juliano Belletti   |     |     |
| MF              | 13 | Michael Ballack    |     | 65' |
| MF              | 20 | Deco               |     | 78' |
| FW              | 21 | Salomon Kalou      |     | 84' |
| Coach:          |    |                    |     |     |
| Carlo Ancelotti |    |                    |     |     |

|                   |    |                       |     |     |
|                   |    |                       |     |     |
| GK                | 12 | Ben Foster            |     |     |
| RB                | 22 | John O'Shea           |     | 75' |
| CB                | 5  | Rio Ferdinand         |     |     |
| CB                | 23 | Jonny Evans           |     |     |
| LB                | 3  | Patrice Evra          | 80' |     |
| RM                | 17 | Nani                  |     | 63' |
| CM                | 24 | Darren Fletcher       |     | 75' |
| CM                | 16 | Michael Carrick       |     |     |
| LM                | 13 | Park Ji-sung          |     | 75' |
| CF                | 10 | Wayne Rooney          |     |     |
| CF                | 9  | Dimitar Berbatov      | 4'  | 75' |
| Wisselspelers:    |    |                       |     |     |
| GK                | 29 | Tomasz Kuszczak       |     |     |
| DF                | 20 | Fábio                 |     | 75' |
| MF                | 11 | Ryan Giggs            |     | 75' |
| MF                | 18 | Paul Scholes          |     | 75' |
| MF                | 25 | Luis Antonio Valencia |     | 63' |
| MF                | 28 | Darron Gibson         |     |     |
| FW                | 7  | Michael Owen          | 86' | 75' |
| Coach:            |    |                       |     |     |
| Sir Alex Ferguson |    |                       |     |     |